# The Homer They Fall
"The Homer They Fall" är avsnitt 3 från säsong åtta av Simpsons och sändes på Fox i USA den 10 november 1996. Efter att det upptäcks att Homer Simpson har svårt att bli knockad då andra slår honom början han boxas med Moe Szyslak som sin manager. Avsnittet skrevs av Jonathan Collier och regisserades av Mark Kirkland. Michael Buffer gästskådespelar som sig själv och Paul Winfield som Lucius Sweet.

## Handling
Familjen Simpson besöker en butik där Bart köper ett  bälte från Comic Book Guy för fyra dollar. Nästa dag i skolan visar upp Bart upp bältet för sina klasskamrater tills han blir misshandlad av Dolph Starbeam, Jimbo och Kearney och det slutar med att de stjäl hans bälte. Homer bestämmer sig för att prata med deras pappor som istället för att prata med honom börjar slå honom under ett besök på Moe's Tavern. Efter att inte lyckas knocka honom jagar Moe iväg dem.
Moe är imponerad av Homers förmåga att inte bli knockad och vill att han ska börja boxas med honom som tränare. Moe visar upp för Homer att han själv var boxare en gång. Marge tvingar Homer besöka en läkare innan han börjar sin boxningskarriär, testet kommer fram till att Homer har en genetisk abnormitet som gör honom svårknockad. Moe börjar träna Homer men han upptäcker att han inte är bra på att slå tillbaka och han inser att Homers taktik får blir att trötta ut motståndaren innan han kan knocka honom.
Homer vinner samtliga sina matcher. Moe träffar sin gamla manager, Lucius Sweet som vill att Homer ska möta Drederick Tatum på sin comeback-match. Moe gillar inte idén då Homer bara är en amatör och kommer att få storstryk av honom. Sweet berättar att han vill bara ha tre ronder utan att en man blir knockad och då pengar kommer in i bilden om han klarar det överväger Moe att acceptera utmaningen. Då Moe frågar Homer om han vill blir utmanad av Tatum accepterar han det, ovetandes om vem det är.
Marge försöker få Homer att ställa in matchen men han tänker inte göra det. Det är dags för matchen och Homer får stryk av Tatum hela tiden. Marge ropar till Homer att han måste slå tillbaka och han lyssnar på henne och slår Tatum men blir knockad själv istället. Moe inser att Homer kommer att få skador för livet och stoppar matchen genom att flyga ut med honom ur arenan. Marge tackar Moe för vad han gjorde för sin vän. Tatum berättar för Homer att han tycker det hans manager var modig och frågar Sweet om han skulle göra det samma, och det skulle han. Sweet är arg på Moe för han inte gav honom de tre ronderna men ger honom pengarna på 1000 dollar för matchen ändå. Moe flyger sen iväg och räddar andra får missöden under eftertexterna.

## Produktion
Avsnittet skrevs av boxningsfanset Jonathan Collier. Eftersom de nu visste att Internet skulle klaga på att Homer började boxas fick de förklara varför Homer kunde slåss med mästaren. Scenerna då Homer slåss med uteliggarna är det inlagt efter en idé av John Swartzwelder. Lucius Sweet är en parodi på Don King, hans röst görs av Paul Winfield. Han tillfrågades då han spelat King i HBOs Tyson. I manuset stod det att Sweet ser ut och låter exakt som Don King. Homer säger i avsnittet att han är lika rik och berömd som Don King, förutom att han ser ut som honom också. King tillfrågades först men han tackade nej. Drederick Tatum är en parodi på Mike Tyson. Namnet kom från George Meyer där en skolkompis var Drederick Timmins. Tatum har i avsnittet suttit i fängelse som är en referens till att Tyson gjorde det. Homer kallas "The Southern Dandy" som en referens till en boxare som hade ett liknande smeknamn. Mark Kirkland kollade på flera boxningsfilmer för att få inspiration. Kirkland ville att man bara såg en glödlamapa i Moes kontor för att det skulle se mer deprimerat ut. Dolphs, Jimbos och Kearneys fäder medverkar för första gången i avsnittet.

## Kulturella referenser
Avsnittet börjar med en parodi på Bröderna Cartwright. Montaget då Homer slåss med uteliggare är det en referens till Tjuren från Bronx. Musiken är "The Flower Duet". Under montaget visas en målning av George Bellows. "Fan Man" är baserat på James Miller. Homers musik då han kommer in i ringen är "Why Can't We Be Friends?" och Tatums låt är "Time 4 Sum Aksion". Sången som spelas under eftertexterna är "People," som Sally Stevens fick sjunga. På Moes kontor finns en affisch som  säger "Szyslak Vs. Oakley" och "Kirkland Vs. Silverman" vilket är referens till Bill Oakley, Mark Kirkland och David Silverman. Scenen då Tatum går till ringen är det en referens till ett foto av Tyson.

## Mottagning
Avsnittet hamnade på plats 29 över mest sedda program under veckan med en Nielsen ratings på 10.0, vilket gav 9,7 miljoner hushåll och var det näst mest sedda programmet på Fox under veckan. Raju Mudhar från Toronto Star anser att avsnittet är ett utmärkt Simpsons-avsnitt för de som gillar sport. Han anser att Drederick Tatum är en av de bästa Mike Tyson parodier som gjorts genom åren. Under 2004 listade ESPN.com avsnittet som det näst bästa sportögonblicket i seriens historia. I boken I Can't Believe It's a Bigger and Better Updated Unofficial Simpsons Guide, har Warren Martyn och Adrian Wood kallat avsnittet det tråkigaste ett-skämt avsnittet i seriens historia.